# مقبرة بات
مدافن بات الأثرية التاريخية
مستوطنة ومدافن بات يقع موقع بات التاريخي في سلطنة عمان وتحديدا بمحافظة الظاهرة ولاية عبري، وتعتبر من المواقع الأثرية والتاريخية التي يعود تاريخها إلى القرن الثالث قبل الميلاد وتقع إلى الشرق من عبري. و يعتبر ثاني موقع يتم إدراجه ضمن قائمة التراث العالمي في عمان في عام 1988.
والموقع عبارة عن قبور من طراز أم النار في الجزء الجنوبي، وفي الجزء الشمالي قبور خلايا النحل التي ترجع إلى الألف الثالث قبل الميلاد وهي تشبه في بنائها مدافن فترة حفيت، كما تم الكشف عن مقبرة احتوت على 100 مدفن مبنية من الحجارة ويبدو فيها التطور من مدافن خلايا النحل إلى مدافن فترة أم النار، فقد كان مدفن خلية النحل يضم ما بين مدفنين إلى خمسة مدافن، أما مدافن فترة أم النار فهي مدافن جماعية، وقد تم الكشف عن مدفن من هذا الطراز الأخير تحوي على 30 غرفة دفن. كان القدماء يعتقدون أن بعد الموت حياة لذا كانو يضعون بعضا من الأثاث في المقبرة لاعتقادهم أن بعد الموت حياة . وتكمن أهمية موقع بات التاريخية في كونه يقع عند ملتقى الطرق التجارية القديمة، فقد كانت القوافل تمر ببات محملة بالبضائع متجهة إلى المواقع الأخرى القريبة منها، وقد اقترن إدراج مستوطنة بات في قائمة التراث العالمي، بموقعين آخرين هما الخطم «الوهره» ومدافن وادي العين .أحب عمان
وايضا تعود هذه المقابر الى العصر الحجري الأعلى (من عصور ما قبل الكتابه).
كنا نتمنى أن نعود لهذه العصور ونقوم بالمغامرة ، لكن لها مخاطر وصعوبات أيضا سيكون هذا العصر غير متطور وسنجد صعوبة في التعامل والتأقلم على العصر ، ولكن نفخر بـأجدادنا فلولاهم لما كنا سنعيش هذه الراحة.